# Rhytidiadelphus squarrosus
Rhytidiadelphus squarrosus és una espècie de molsa de la família de les hilocomiàcies autòctona de l'hemisferi boreal.

## Descripció
Forma gespes de fins a 15 centímetres d'alçada, de color verd clar brillant a rogenc; caulidis rogencs prostrats amb ramificacions ascendents, de les quals en surten branques secundàries no ramificades. Fil·lidis esquarrosos i recorbats de cordats a ovats d'uns 3 mm de longitud, densaments disposats a la part terminal del caulidi; presenten una base ample amb beina i un àpex llarg i denticulat. Els fil·lidis de les branques són més estrets de la base i presenten un àpex més curt. Les cèl·lules superiors del fil·lidi manquen de papil·les. Els nervis són dobles i reccorren un terç de la làmina. Planta dioica, rarament fèrtil. L'esporòfit desenvolupa una llarga seta acabada amb una càpsula horitzontal d'opercle cònic. Espècie fàcilment confusible amb altre del gènere Rhytidiadelphus. Es distingeix de Rhytidiadelphus subpinnatus per que aquesta última té les branques laterals pinnades. Rhytidiadelphus triquetrus, també és semblant però aquesta forma unes gespes més robustes i de branques en disposició horitzontal. El seu epitet específic, squarrosus prové del llatí i significa esquarrós (que te la part superior recorbada fent un angle de 90° o més) en referència al tret carecterístic dels seus fil·lidis que estan disposats d'aquesta manera al llarg dels caulidis.

## Ecologia i distribució
Forma catifes sobre substrats àcids en prats humits, molleres, avetoses o llocs antropitzats. La seva presència en el sotabosc pot indicar la presència de prats en l'antiguitat. És comuna arreu d'Europa excepte a la conca mediterrània, on es refugia a l'alta muntanya. A Catalunya és molt rara, és citada a l'estatge montà i subalpí, en alguns punts de la Vall d'Aran, el Ripollès i el Pallars Sobirà.

## Galeria d'imatges

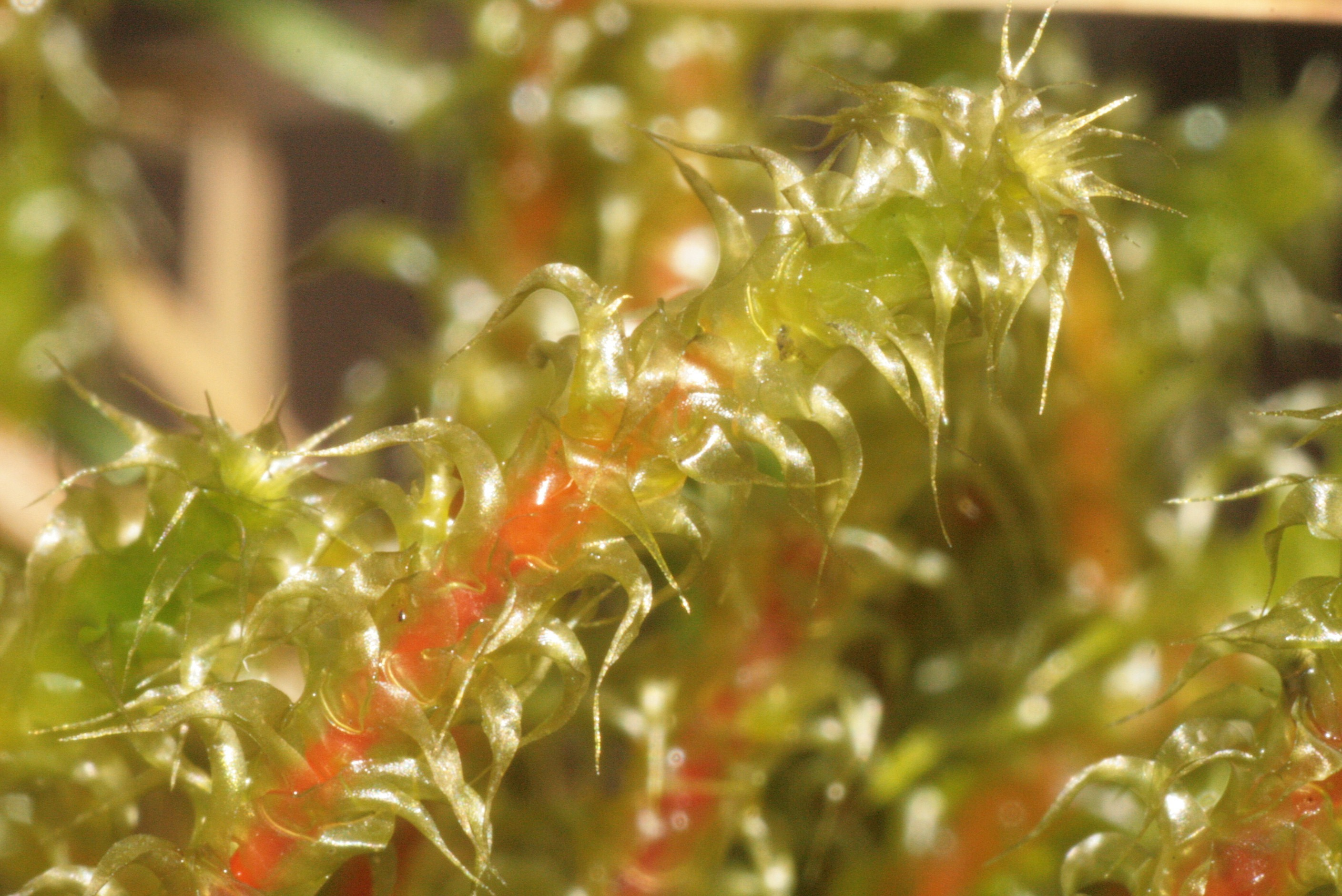
Detall dels caulidis foliats, s'observa la disposició esquarrosa d'aquests.
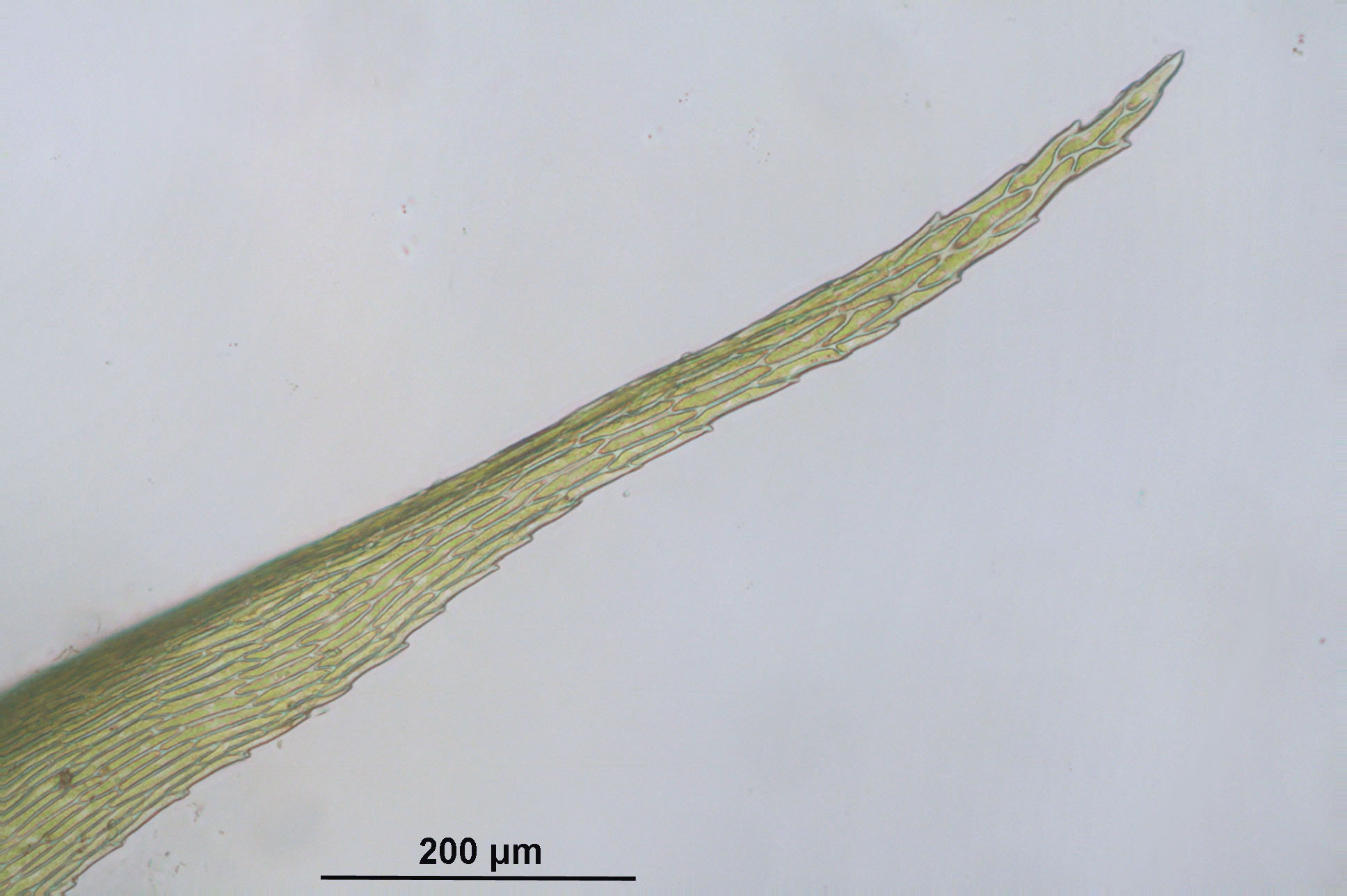
Detall de l'àpex denticulat del fil·lidi.
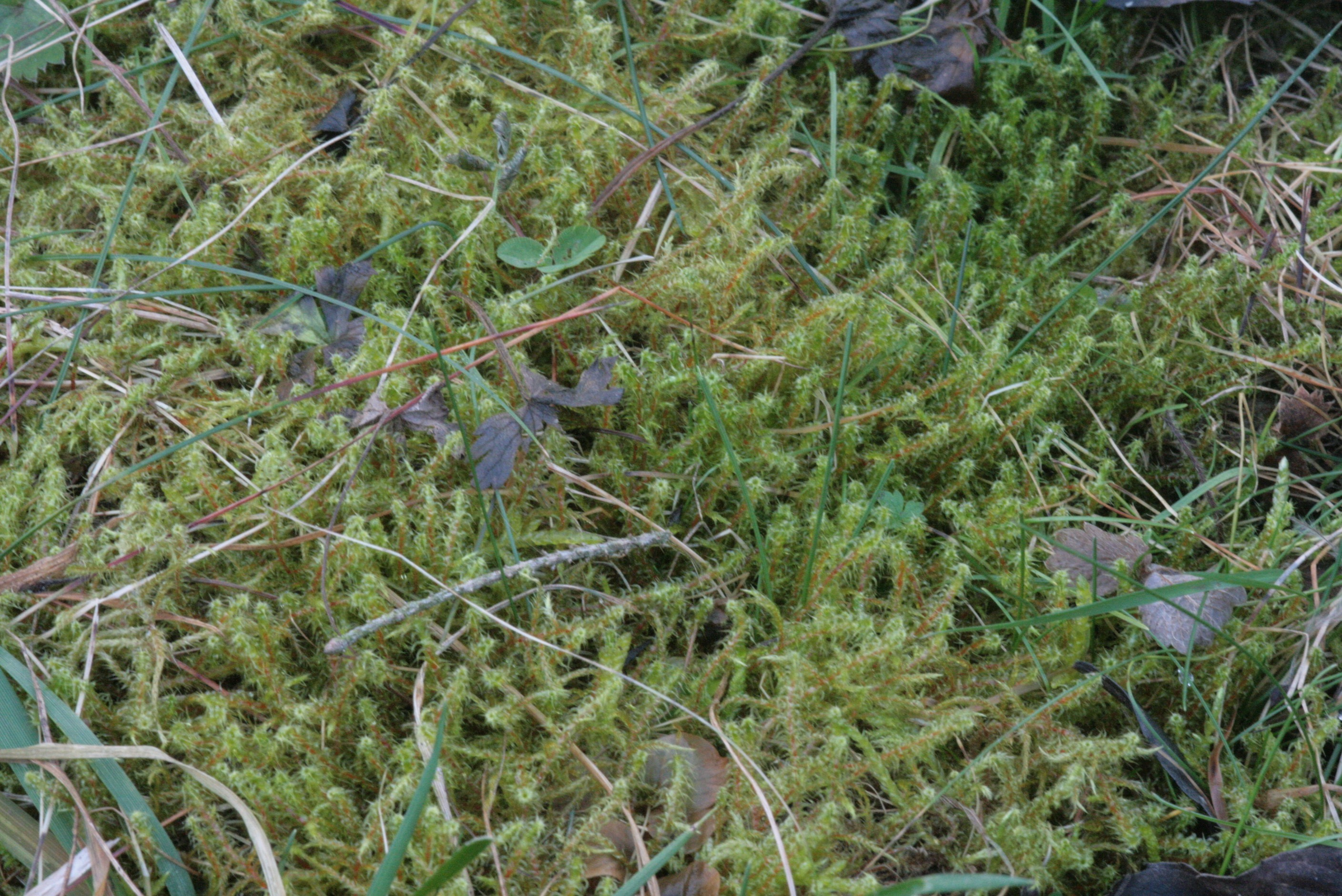
En el seu hàbitat natural.